# Szigajevo
Szigajevo (oroszul: Сигаево) falu Oroszországban, Udmurtföldön, a Szarapuli járás székhelye.
Lakossága: 5648 fő (a 2010. évi népszámláláskor).

## Fekvése
Udmurtföld délkeleti részén, Izsevszk-től 60 km-re, Szarapul központjától néhány kilométerre délre helyezkedik el. A Malaja Szarapulka nevű kis folyó és a még kisebb Mezsnaja partján keletkezett, napjainkra teljesen egybeépült Szarapullal. 

## Története
Valószínűleg tatár településként keletkezett, neve a tatár Szigaj névből származik. Több kisebb lakótelepből, mikrorajonból áll. Legrégibb oktatási létesítménye, az agrárgazdasági tanintézet (kolledzs) elődje kezdetben Szarapulban volt (1920-ban alapították), 1975-ben költözött át a Szigajevóban elkészült új épületbe. A járás székhelyét szintén Szarapulból helyezték át Szigajevóba 1991-ben. 

## Népessége
- 2002-ben 5 845 lakosa volt, melynek 72,3%-a orosz, 7,3%-a udmurt, 7,2%-a tatár, 1,2%-a mari, 1,1%-a baskír.
- 2010-ben 5 648 lakosa volt.